# Zhuoxi
Zhuoxi (chinesisch 卓溪鄉, Pinyin Zhuóxī Xiāng) ist eine Landgemeinde im Landkreis Hualien in der Republik China (Taiwan).

## Lage und Klima
Zhuoxi liegt im Landesinneren im Taiwanischen Zentralgebirge. Die Topografie ist durch größtenteils relativ steil aufragende Bergzüge und schmal eingeschnittene Täler bestimmt. Es gibt nur wenige etwas größere Talebenen, in denen sich die spärlichen menschlichen Ansiedlungen finden. Die Nachbargemeinden sind Wanrong im Norden, Ruisui, Yuli und Fuli im Westen, Haiduan im Landkreis Taitung im Süden und der Stadtbezirk Tauyuan von Kaohsiung sowie Xinyi im Landkreis Nantou im Westen. Das Klima ist in den tiefen Lagen gemäßigt tropisch. In den höchsten Berglagen herrscht dagegen ein alpines Klima. An der Gemeindegrenze zu Xinyi (Nantou) befindet sich auch der Gipfel des 3805 m hohen Xiuguluan Shan (秀姑巒山), des höchsten Bergs im Landkreis Hualien.

## Geschichte
Die ursprünglichen Bewohner der Gegend waren taiwanisch-indigene Austronesier. Aufgrund seiner Unzugänglichkeit blieb das Gebiet weitgehend frei von chinesischer Besiedlung und wurde erst zur Zeit der japanischen Herrschaft (1895–1945) administrativ locker organisiert. Im Mai 1946, nachdem die Insel Taiwan an die Republik China gekommen war, wurde die Region als ‚Gemeinde Taiping‘ (太平鄉) reorganisiert und später nach dem Hauptdorf ‘Zhuoxi’ umbenannt.

## Verwaltung
Zhuoxi ist in sechs Dörfer (村,  Cūn) aufgeteilt: Lunshan (崙山村), Lishan (立山村), Taiping (太平村), Zhuoxi (卓溪村), Zhuoqing (卓清村) und Gufeng (古風村).
| Gliederung von Zhuoxi |
| --------------------- |
|                       |

## Bevölkerung
Nach der amtlichen Statistik gehörten Ende 2017 insgesamt 5.799 Personen (ungefähr 95 % der Bevölkerung) den indigenen Völkern an. Ganz überwiegend handelte es sich um Bunun.

## Landwirtschaft
Typische landwirtschaftliche Produkte der Gemeinde sind Wendan-Pampelmusen (Ernte von August bis Oktober), wilde grüne Pflaumen (野放青梅, von Ende März bis Ende April), Kamelienöl (September bis November) und Bambussprossen (drei bis vier Monate pro Jahr).

## Infrastruktur
Bedingt durch die schwierige Topografie gibt es nur wenige Straßen. Die einzige größere Straße ist die von Osten zuführende Provinzstraße 30.

## Tourismus
Der größte Teil der Gemeindefläche ist Teil des Yushan-Nationalparks, der mit seinen Naturattraktionen auch ein erstrangiges Touristenziel ist.

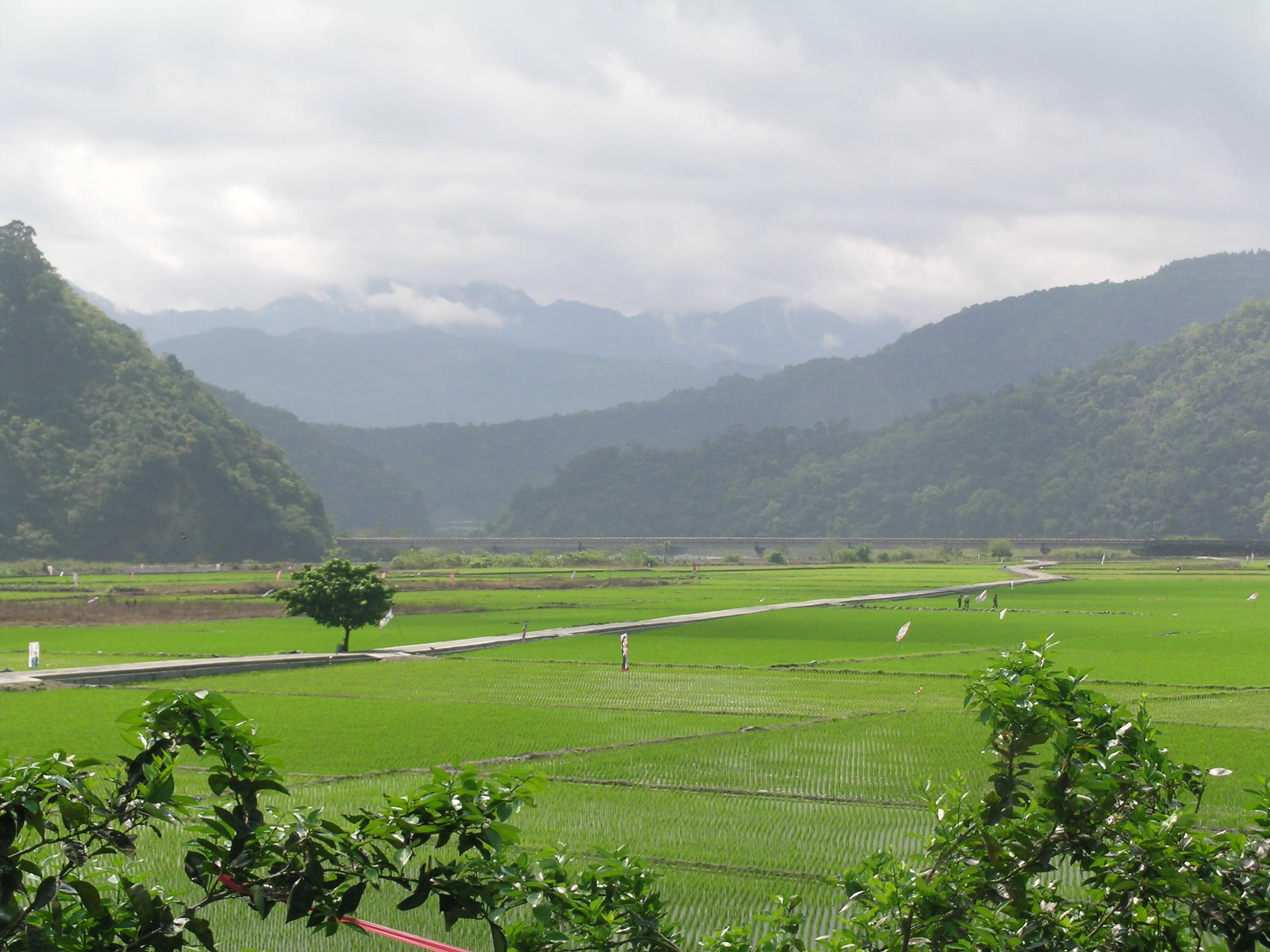
Reisfelder am östlichen Rand von Zhuoxi
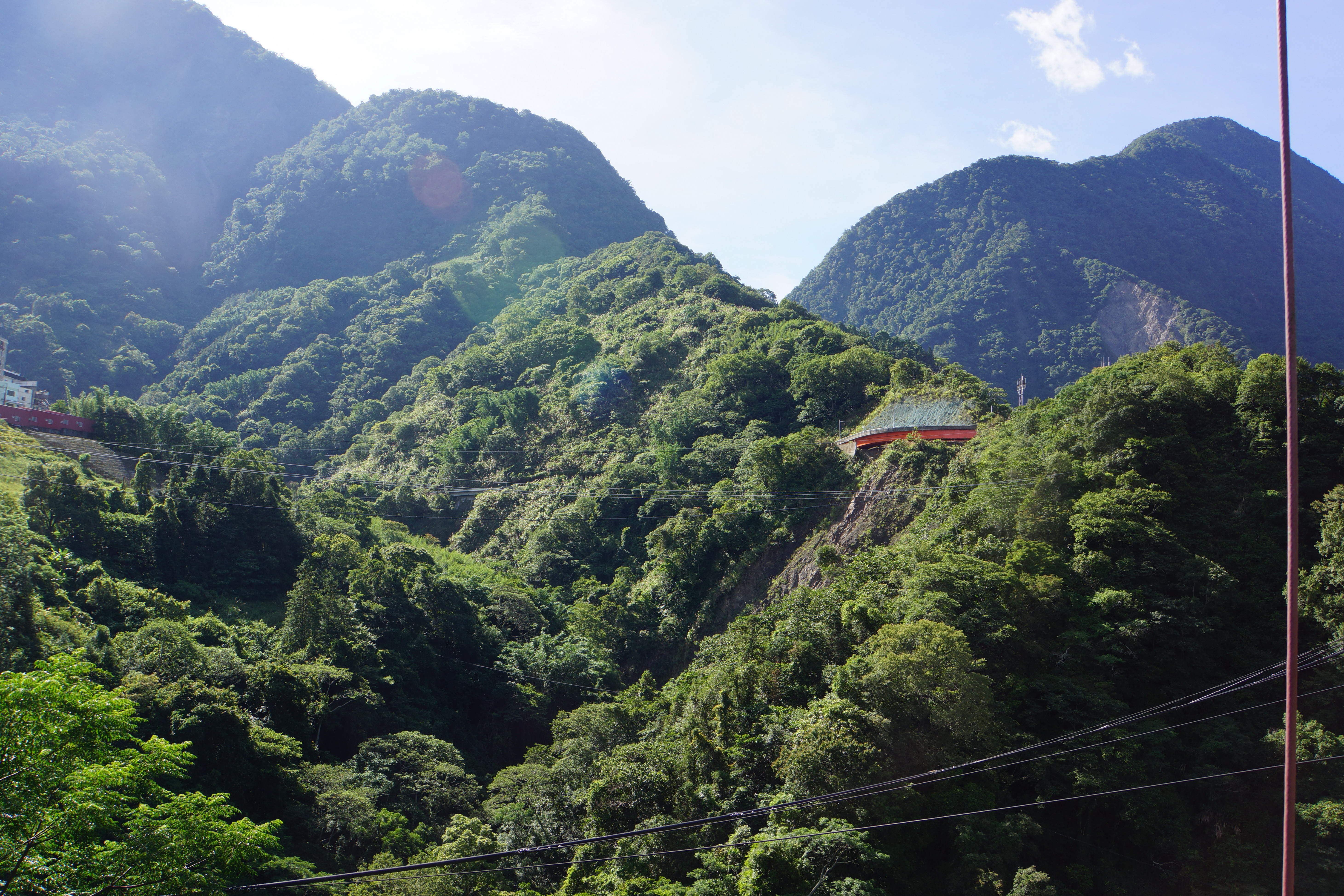
Am Beginn des Batongguan (八通關)-Wanderwegs
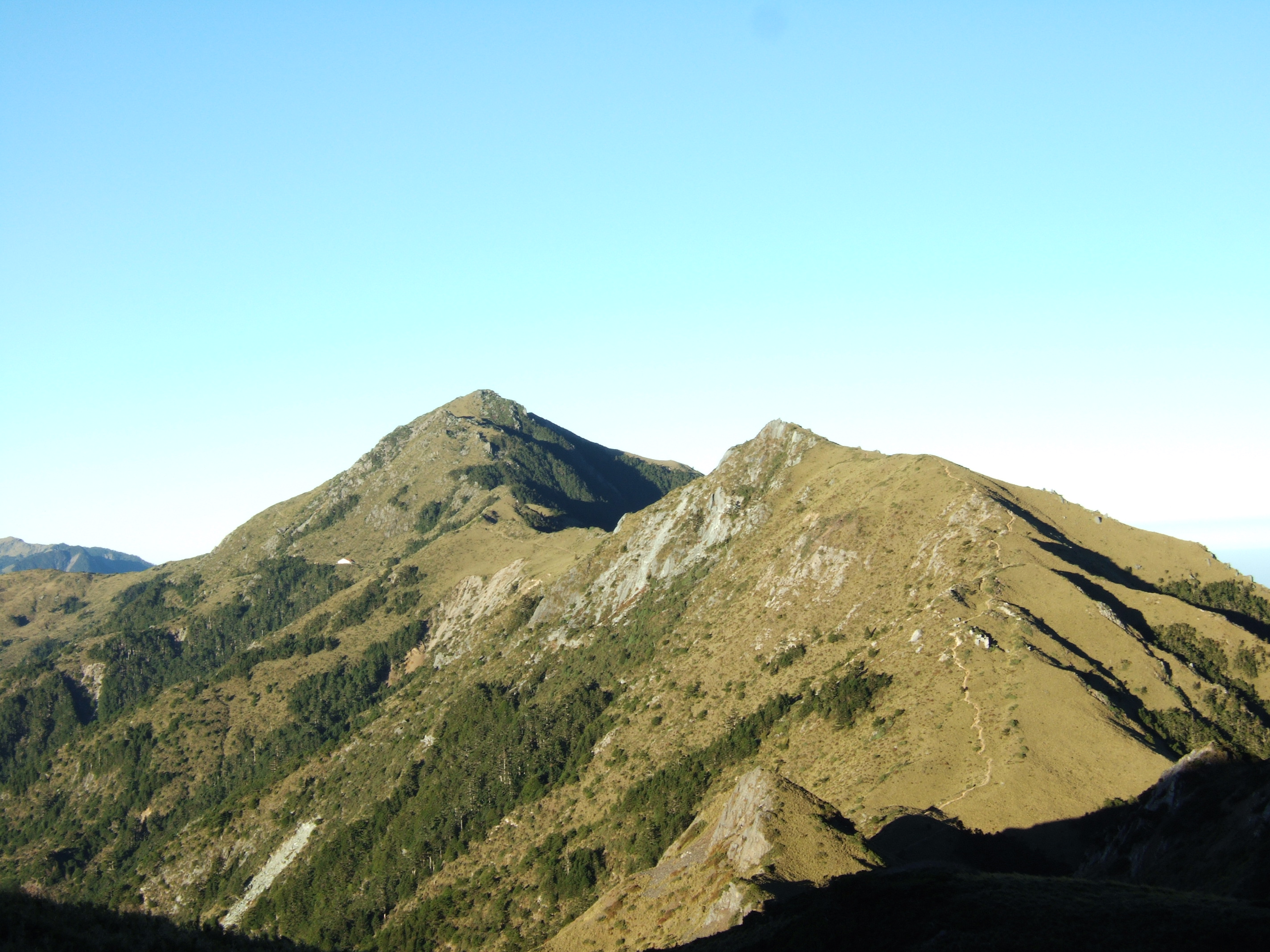
Blick auf den 3496 m hohen Sanchashan (三叉山, „Dreigipfelberg“) am Westrand von Zhuoxi